# Остроруги

Герб магнатів Остроругів

Остроруги (або Остророги; пол. Ostrorogowie, одн. пол. Ostroróg) — польський шляхетський магнатський та графський рід гербу Наленч, що існував з початку XIII століття до початку XIX століття. Найперший відомий представник цього роду був Доброгост, що походив з Великої Польщі. У 1226 році він стає воєводою Познанським. Всього рід Остроругів дав 1 єпископа, 6 воєвод, 11 каштелянів. Значною мірою Остроруги були очолювали каштелянства Познані, Мендзижеча, Каліша, Ґнєзна, часто займали посаду королівського чашника.
Магнатський статус за ним визнано, починаючи з Сендзівоя Остроруга. Головні володіння були у Великій Польщі, Галичині та Волині. У XVI сторіччі з початком Реформації, значна кількість представників роду перейшла у лютеранство. Втім вже до середини XVII століття повернулося до католицизму.

Герб графів Остророгів

У 1783 році отримують титул імперських графів. Їх титул було визнано у Російській імперії після приєднання польських земель та утворення Царства Польського лише у 1844 році. У 1903 році рід припинив своє існування. Прізвище було дозволено носити родичу останнього Остророга — Антону Вольському.

## Найвідоміші представники роду
- Доброгост — познанський воєвода в 1226 році
- Сендзівуй (1375—1441) — воєвода Познанський
- Ян (1436—1501) — магнат, політичний діяч Речі Посполитої, письменник-гуманіст
- Вацлав (пом. 1527) — каштелян Каліша
- Миколай — белзький каштелян
- Миколай «Латина» (1593—1651), реґіментар часів Хмельниччини
- Леон (1867—1932) — представник та радник від Австро-Угорщини в Османській імперії
- Зигмунт — староста рогатинський, зять «Ревери».[1]